# XV Festival olimpico estivo della gioventù europea
Il XV Festival olimpico estivo della gioventù europea si è svolto dal 21 al 27 luglio 2019 a Baku, in Azerbaigian.

## Sedi di gara
Tutti gli impianti sono ubicati a Baku.
- Baku Crystal Hall - Cerimonia di apertura e chiusura
- Stadio Tofiq Bahramov - Atletica
- National Gymnastics Arena - Ginnastica artistica
- Velopark e tracciato cittadino - Ciclismo
- Baku Sports Palace - Pallamano
- Baku Tennis Academy - Tennis
- Aquatic Palace - Nuoto
- Sarhadchi Arena - Pallacanestro
- Heydər Əliyev Arena - Judo e lotta
- ABU Arena - Pallamano
- Darnagul Arena - Pallavolo
- MES Sport and Health Center - Pallavolo
- European Azerbaijan School - Pallacanestro

## Paesi partecipanti
- Albania
- Andorra
- Austria
- Azerbaigian (ospitante)
- Bielorussia
- Belgio
- Bosnia
- Bulgaria
- Cipro
- Croazia
- Danimarca
- Estonia
- Finlandia
- Francia
- Georgia
- Germania
- Gran Bretagna
- Grecia
- Islanda
- Israele
- Irlanda
- Italia
- Kosovo
- Lettonia
- Lituania
- Lussemburgo
- Macedonia del Nord
- Malta
- Moldovia
- Monaco
- Montenegro
- Norvegia
- Paesi Bassi
- Polonia
- Portogallo
- Repubblica Ceca
- Romania
- Russia
- San Marino
- Serbia
- Slovacchia
- Slovenia
- Spagna
- Svezia
- Svizzera
- Turchia
- Ucraina
- Ungheria

## Discipline
- Atletica leggera (40) (dettagli)
- Ciclismo (4) (dettagli)
- Ginnastica artistica (14) (dettagli)
- Judo (17) (dettagli)
- Lotta (18) (dettagli)
- Nuoto (32) (dettagli)
- Pallacanestro (2) (dettagli)
- Pallamano (2) (dettagli)
- Pallavolo (2) (dettagli)
- Tennis (4) (dettagli)

## Calendario
| ● | Cerimonia d'apertura |  | Competizioni |  | Finali | ● | Cerimonia di chiusura |

| Luglio                | Luglio                | Dom | Lun | Mar | Mer | Gio | Ven | Sab | Totale |
| Luglio                | Luglio                | 21  | 22  | 23  | 24  | 25  | 26  | 27  | Totale |
| --------------------- | --------------------- | --- | --- | --- | --- | --- | --- | --- | ------ |
| Cerimonia d'apertura  | Cerimonia d'apertura  | ●   |     |     |     |     |     |     |        |
| Atletica leggera      | Atletica leggera      |     |     | 1   | 1   | 2   | 5   | 5   | 14     |
| Ciclismo              | Ciclismo              |     |     | 2   |     | 2   |     |     | 4      |
| Ginnastica artistica  | Ginnastica artistica  |     | 1   | 8   | 4   | 11  | 7   | 9   | 40     |
| Judo                  | Judo                  |     |     |     | 6   | 5   | 5   | 1   | 17     |
| Lotta                 | Lotta                 | 4   | 7   | 7   |     |     |     |     | 18     |
| Nuoto                 | Nuoto                 |     | 2   | 8   | 6   | 5   | 11  |     | 32     |
| Pallacanestro         | Pallacanestro         |     |     |     |     |     |     | 2   | 2      |
| Pallamano             | Pallamano             |     |     |     |     |     |     | 2   | 2      |
| Pallavolo             | Pallavolo             |     |     |     |     |     |     | 2   | 2      |
| Tennis                | Tennis                |     |     |     |     |     | 2   | 2   | 4      |
| Cerimonia di chiusura | Cerimonia di chiusura |     |     |     |     |     |     | ●   |        |
| Medaglie              | Medaglie              | 4   | 10  | 26  | 17  | 25  | 30  | 23  | 135    |
| Luglio                | Luglio                | Dom | Lun | Mar | Mer | Gio | Ven | Sab | Totale |
| Luglio                | Luglio                | 21  | 22  | 23  | 24  | 25  | 26  | 27  | Totale |

## Medagliere
Nazione ospitante 
| Pos.   | Paese         | Oro | Argento | Bronzo | Totale |
| ------ | ------------- | --- | ------- | ------ | ------ |
| 1      | Russia        | 28  | 17      | 21     | 66     |
| 2      | Gran Bretagna | 11  | 12      | 2      | 25     |
| 3      | Turchia       | 11  | 6       | 10     | 27     |
| 4      | Azerbaigian   | 10  | 7       | 6      | 23     |
| 5      | Italia        | 8   | 9       | 9      | 26     |
| 6      | Ucraina       | 8   | 7       | 10     | 25     |
| 7      | Spagna        | 7   | 4       | 10     | 21     |
| 8      | Francia       | 6   | 8       | 14     | 28     |
| 9      | Polonia       | 6   | 3       | 6      | 15     |
| 10     | Bielorussia   | 6   | 2       | 6      | 14     |
| 11     | Romania       | 4   | 10      | 5      | 19     |
| 12     | Germania      | 4   | 7       | 15     | 26     |
| 13     | Croazia       | 4   | 1       | 0      | 5      |
| 14     | Svezia        | 3   | 1       | 2      | 6      |
| 15     | Estonia       | 3   | 0       | 2      | 5      |
| 16     | Paesi Bassi   | 2   | 3       | 4      | 9      |
| 17     | Finlandia     | 2   | 3       | 1      | 6      |
| 18     | Rep. Ceca     | 2   | 1       | 3      | 6      |
| 19     | Irlanda       | 2   | 0       | 2      | 4      |
| 20     | Norvegia      | 1   | 6       | 2      | 9      |
| 21     | Georgia       | 1   | 5       | 7      | 13     |
| 22     | Danimarca     | 1   | 1       | 3      | 5      |
| 23     | Bulgaria      | 1   | 1       | 0      | 2      |
| 24     | Cipro         | 1   | 0       | 2      | 3      |
| 25     | Israele       | 1   | 0       | 1      | 2      |
| 26     | Austria       | 1   | 0       | 0      | 1      |
| 26     | Kosovo        | 1   | 0       | 0      | 1      |
| 28     | Ungheria      | 0   | 9       | 12     | 21     |
| 29     | Belgio        | 0   | 5       | 2      | 7      |
| 30     | Svizzera      | 0   | 2       | 2      | 4      |
| 31     | Moldavia      | 0   | 1       | 4      | 5      |
| 32     | Grecia        | 0   | 1       | 3      | 4      |
| 32     | Serbia        | 0   | 1       | 3      | 4      |
| 34     | Lituania      | 0   | 1       | 0      | 1      |
| 34     | Portogallo    | 0   | 1       | 0      | 1      |
| 36     | Lettonia      | 0   | 0       | 1      | 1      |
| 36     | Slovacchia    | 0   | 0       | 1      | 1      |
| 36     | Slovenia      | 0   | 0       | 1      | 1      |
| Totale | Totale        | 135 | 135     | 172    | 442    |